# エドワード・バッチ
エドワード・バッチ（Edward Bach [ˈbætʃ] ( 音声ファイル) 、1886年9月24日 - 1936年11月27日）は、英国の医師、細菌学者、ホメオパス、スピリチュアル作家であり、古典的な同種療法の流れを汲んだ代替医療の一つである、バッチ・フラワーレメディを開発したことで最も知られている。

## 生涯
ウスターシャーのモーズリーに生れたバッチは、医学をロンドンのユニバーシティ・カレッジ病院で学び、ケンブリッジで公衆衛生の学位（Diploma of Public Health ）を得た。
1917年に彼は、膵臓の悪性腫瘍の切除を受けた。余命が三ヶ月しかないと告げられたが、回復に転じた。 

### バッチ・ノソード
1919年から彼は、ロンドン・ホメオパシー病院で働き始め、そこでザムエル・ハーネマンの著作に影響されるようになった。この時期に彼は、七つのバッチ・ノソードとして知られる、七つの細菌ノソードを開発した。これを使うのは主に、英国のホメオパシー医に限られている。
これらの腸ノソードは、バッチ、英国のホメオパスであるジョン・パタソン（1890–1954）とチャールズ・エドウィン・ウィーラー（1868–1946）によって、1920年代に導入された。これは、人のホメオパシー上の体質によって異なる、腸内細菌フローラに基づいて用いられる。

### バッチフラワー療法
1930年に43歳でバッチは、新たな治療法を探すことを決めた。彼は春から夏にかけて、新しいフラワーレメディを見つけて作った。このレメディには植物とは無関係だが、彼が花のエナジーの様であると言ったものも含まれる。冬になると彼は、患者を無償で治療した。バッチ・フラワーレメディの多くは、彼が1930年代にノーフォークの海沿いの町、クローマーに住んでいた時に考案された。
バッチのフラワーレメディは、医学的研究や科学的手法に拠るよりむしろ、直観的に導き出され、彼が知覚した植物とのサイキックな繋がりに基いていた。彼がネガティブな感情を抱いたときには、その手をさまざまな植物に当てて、もし感情が軽くなったのなら、その感情的問題を癒す力を植物のおかげにしたのだった。彼は、花びらにある露の雫を透る早朝の太陽光が、その花の癒しの力を水へ移すと信じていたので、植物から露の雫を集めては、同量のブランデーでその露を保存して、（使用前にさらに希釈される）マザーティンクチャーを作っていた。後に彼は、集められる露の量が十分でないことに気づいたため、花々を湧き水に浸して、それに日光を透したのだった。
バッチは、病原菌説の立場、臓器や組織の不全、他の既知で実証された病因も認めていたが、どうして、検査しても同じ健康状態に見えるのに、病原体への暴露によってある者は病気になり他の者はそうならないのか、疑問に思っていた。彼は、病気が魂の望みと、人格的な行動や態度との衝突の結果であると仮定していた。バッチによるとこの内なる戦いは、感情の不安定と気力の妨げをもたらし、これが不調和の原因となって身体の病気を引き起こしている。バッチのレメディは、患者の人格の治癒に焦点を当てており、彼はそれが病気の究極的な根本原因であると信じていた。

### バッチ・センター

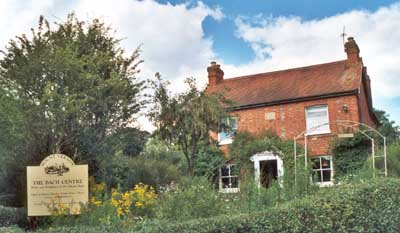
オックスフォードシャーのブライトウェル＝カム＝ソトウェルにある、バッチが最後に住んでいた家、現在はラムセル家が私有している。

バッチは、1936年11月27日に50歳で、バークシャーのウォリングフォードにて、眠るように亡くなった。
オックスフォードシャーのブライトウェル＝カム＝ソトウェルにあるバッチセンターの会館、マウントバーノンは今日、ジョン・ラムセルが1989年に立ち上げ、ラムセル家が管理する登録慈善団体が、所有している。

## 著作
- フラワーレメディーズ ウィズダム 花びらの癒しの手紙、心への返信　2005年 ISBN 978-4-8136-0325-2
  - The Essential Writings of Dr. Edward Bach
- エドワード・バッチ著作集 フラワーレメディーの真髄を探る　2008年 ISBN 978-4-86220-381-6
  - Collected Writings of Edward Bach
- 十二の癒し手とその他のレメディ　2019年
  - The Twelve Healers and Other Remedies

## 参照
1. 1 2 3  Wood, Matthew (2000). Vitalism: The History of Herbalism, Homeopathy, and Flower Essences. North Atlantic Books. p. 185186. ISBN 978-1-55643-340-5
2. ↑  Hutton, Frankie (1 January 1955). Rose Lore: Essays in Semiotics and Cultural History. Lexington Books. p. 119. ISBN 978-0-7391-3015-5
3. 1 2  Staff writer (19 December 1936). “Edward Bach, M.B. Lond.”. The Lancet 228 (5912):  1492. doi:10.1016/S0140-6736(00)82157-1.
4. ↑  John Paterson The Bowel Nosodes
5. ↑  John PATERSON (1890–1954) PHOTOTHÈQUE HOMÉOPATHIQUE Homéopathe International
6. ↑  Charles Edwin Wheeler PHOTOTHÈQUE HOMÉOPATHIQUE Homéopathe International
7. ↑  Prescribing on the basis of Nosodes & Bowel Nosodes Homoeopathy Clinic website
8. ↑  Bach's Cromer Town
9. ↑  Graham, Helen (1999). Complementary Therapies in Context: The Psychology of Healing. Jessica Kingsley Publishers. pp. 254. ISBN 1-85302-640-9
10. 1 2  Larimore, Walt; O'Mathuna, Donal (2007). Alternative Medicine: The Christian Handbook, Updated and Expanded (Christian Handbook). Grand Rapids, Michigan: Zondervan. pp. 293. ISBN 978-0-310-26999-1
11. ↑  Robson, Terry (2004). An Introduction to Complementary Medicine. Allen & Unwin Academic. pp. 184–185. ISBN 1-74114-054-4
12. 1 2  http://www.bachcentre.com/centre/faq.htm
13. 1 2  http://www.bachcentre.com/disclaimer.php
14. ↑  Mechthild Scheffer (2001). The Encyclopedia of Bach Flower Therapy. Rochester, Vermont: Healing Arts Press. pp. 13–15